# Айрян, Арамаис Овсепович
Арамаис Овсепович Айрян — советский хозяйственный и государственный деятель, Герой Социалистического Труда.

## Биография
Родился в 1944 году в селе Хндзореск. Член КПСС.
В 1960—1991 — животновод, военнослужащий Советской Армии, дояр совхоза имени Ленина села Хндзореск Горисского района Армянской ССР.
Указом Президиума Верховного Совета СССР от 16 марта 1981 года присвоено звание Героя Социалистического Труда с вручением ордена Ленина и золотой медали «Серп и Молот».
Депутат Верховного Совета Армянской ССР 10-го созыва. Делегат XXVII съезда КПСС.
Умер в 2015 году в Армении.

## Награды и звания
- Герой Социалистического Труда (16.03.1981)
- Орден Ленина (06.09.1973; 16.03.1981)
- Орден Трудового Красного Знамени (22.03.1966)[1]